# 神尾直次
神尾 直次（かみお なおじ、1876年（明治9年）6月10日 - 1935年（昭和10年）12月17日）は、大日本帝国陸軍軍人。最終階級は陸軍少将。

## 経歴・人物
石川県出身。1896年（明治29年）陸軍士官学校第8期卒業。
1918年（大正7年）7月に高知連隊区司令官、1920年（大正9年）8月に陸軍歩兵大佐、1921年（大正10年）7月に歩兵第61連隊長を経て、1924年（大正13年）12月15日に陸軍少将に昇進と同時に待命、同月20日に予備役に編入した。

## 栄典
- 1897年（明治30年）10月15日 - 正八位[3]
- 1899年（明治32年）12月26日 - 従七位[4]